# Jaap Bulder
Jacob Eisse Bulder, detto Jaap, (Groninga, 27 settembre 1896 – Leiderdorp, 30 aprile 1979), è stato un calciatore olandese, di ruolo attaccante.

## Carriera
A livello di club, Jaap Bulder ha giocato nelle file del Be Quick 1887, dove ha giocato dal 1910 al 1928, vincendo un campionato olandese.
Ha giocato anche sei partite con la maglia della Nazionale olandese, segnando altrettanti goal. Ha esordito il 28 agosto 1920 a Bruxelles contro il Lussemburgo, partita nella quale ha anche segnato il suo primo goal in Oranje.
Con la Nazionale ha preso parte alle Olimpiadi di Anversa 1920, dove l'Olanda si è classificata terza, scendendo in campo contro Lussemburgo, Svezia e Belgio.

## Statistiche

### Cronologia presenze e reti in nazionale
| Cronologia completa delle presenze e delle reti in nazionale ― Paesi Bassi | Cronologia completa delle presenze e delle reti in nazionale ― Paesi Bassi | Cronologia completa delle presenze e delle reti in nazionale ― Paesi Bassi | Cronologia completa delle presenze e delle reti in nazionale ― Paesi Bassi | Cronologia completa delle presenze e delle reti in nazionale ― Paesi Bassi | Cronologia completa delle presenze e delle reti in nazionale ― Paesi Bassi | Cronologia completa delle presenze e delle reti in nazionale ― Paesi Bassi | Cronologia completa delle presenze e delle reti in nazionale ― Paesi Bassi |
| Data                                                                       | Città                                                                      | In casa                                                                    | Risultato                                                                  | Ospiti                                                                     | Competizione                                                               | Reti                                                                       | Note                                                                       |
| -------------------------------------------------------------------------- | -------------------------------------------------------------------------- | -------------------------------------------------------------------------- | -------------------------------------------------------------------------- | -------------------------------------------------------------------------- | -------------------------------------------------------------------------- | -------------------------------------------------------------------------- | -------------------------------------------------------------------------- |
| 28-8-1920                                                                  | Bruxelles                                                                  | Paesi Bassi                                                                | 3 – 0                                                                      | Lussemburgo                                                                | Olimpiadi 1920                                                             | 1                                                                          |                                                                            |
| 29-8-1920                                                                  | Anversa                                                                    | Paesi Bassi                                                                | 5 – 4                                                                      | Svezia                                                                     | Olimpiadi 1920                                                             | 2                                                                          |                                                                            |
| 31-8-1920                                                                  | Anversa                                                                    | Belgio                                                                     | 3 – 0                                                                      | Paesi Bassi                                                                | Olimpiadi 1920                                                             | -                                                                          |                                                                            |
| 17-4-1922                                                                  | Amsterdam                                                                  | Paesi Bassi                                                                | 2 – 0                                                                      | Danimarca                                                                  | Amichevole                                                                 | -                                                                          |                                                                            |
| 7-5-1922                                                                   | Amsterdam                                                                  | Paesi Bassi                                                                | 1 – 2                                                                      | Belgio                                                                     | Amichevole                                                                 | 1                                                                          |                                                                            |
| 2-4-1923                                                                   | Amsterdam                                                                  | Paesi Bassi                                                                | 8 – 1                                                                      | Francia                                                                    | Amichevole                                                                 | 2                                                                          |                                                                            |
| Totale                                                                     |                                                                            | Presenze                                                                   | 6                                                                          |                                                                            | Reti                                                                       | 6                                                                          |                                                                            |

## Palmarès

### Club

#### Competizioni nazionali
- Campionato olandese: 1

Be Quick: 1919-1920

### Nazionale
- Bronzo olimpico: 1

Anversa 1920